# 중국 소프트웨어 산업 협회
중국 소프트웨어 산업 협회(中国软件行业协会, China Software Industry Association, CSIA)는 중화인민공화국 소프트웨어 산업의 주요 대표자이자 가장 활동적인 협회 중 하나이다. 이 협회의 목표는 중국의 소프트웨어 산업 발전을 촉진하고 해외 시장과의 허브를 제공하는 것이다.
이 조직은 또한 46개 지역 소프트웨어 산업 협회의 일부로서 "No.18 문서"에 따라 국가 주정부로부터 권한을 부여받아 국가 정보 산업의 핵심 도구가 되었다.
이 조직은 운영에서 포럼을 만들고, 지적 재산권을 보호하고, 국가 내 산업 규제 동인을 설정하는 것과 관련된 기타 활동을 통해 국가적으로 공인을 받았다. 이 조직의 회원에는 마이크로소프트와 같은 주요 다국적 기업이 포함되어 있으며, 이를 통해 소프트웨어 산업 조직, 혁신가를 만나고 산업을 향상시킬 수 있다.

## 같이 보기
- 다롄 소프트웨어 파크
- 동연그룹
- 킹소프트
- 훙치 리눅스
- 모질라 차이나
- 모질라 재단